# Aix (madárnem)
Az Aix  a madarak osztályának lúdalakúak (Anseriformes) rendjébe, a récefélék (Anatidae) családjába, azon belül a  réceformák (Anatinae) alcsaládjába tartozó nem.

## Rendszerezés
A nembet Friedrich Boie írta le 1828-ban, az alábbi 2 faj tartozik ide:
- karolinai réce (Aix sponsa)
- mandarinréce (Aix galericulata)